# Aviron aux Jeux panaméricains de 2019
Navigation
2015 2023
Les compétitions d'aviron aux Jeux panaméricains de 2019 ont lieu du 6 au 10 août 2019 à Lima, au Pérou.

## Médaillés

### Hommes
| Skiff                            | Ángel Fournier (CUB) | Juan Carlos Cabrera (MEX) | Brian Rosso (ARG) |  |  |  |
| Deux de couple                   | Argentine Rodrigo Murillo Cristian Rosso                                                                                              | Cuba Boris Guerra Adrian Oquendo | Brésil Lucas Batista Lucas Verthein |  |  |  |
| Deux de couple poids légers      | Mexique Alan Armenta Alexis Lopez | Argentine Alejandro Colomino Carlo Lauro Gracia | Chili Cesar Abaroa Eber Sanhueza |  |  |  |
| Quatre de couple                 | Uruguay Bruno Cetraro Martin Gonzalez Leandro Salvagno Marcos Sarraute                                                                | Argentine Rodrigo Murillo Brian Rosso Cristian Rosso Ariel Suarez                                                                                       | Cuba Reidy Cardona Boris Guerra Adrian Oquendo Jorge Patterson                                                                                  |  |  |  |
|                                  | | | |  |  |  |
| Deux sans barreur                | Chili Ignacio Abraham Christopher Kalleg                                                                                              | Brésil Pau Vela Xavier Vela | Argentine Agustin Diaz Axel Haack |  |  |  |
| Quatre sans barreur              | Argentine Ivan Carino Agustin Diaz Francisco Esteras Azel Haack                                                                       | Cuba Carlos Ajete Reidy Cardona Eduardo González Jesús Rodríguez                                                                                        | Brésil Gabriel Campos Alef Fontoura Willian Giaretton Fabio Moreira                                                                             |  |  |  |
| Quatre sans barreur poids légers | Chili Felipe Cárdenas Roberto Liewald Fabián Oyarzún Felipe Oyarzún                                                                   | Mexique Angy Canul Alexis Lopez Rafael Mejia Marco Velazquez                                                                                            | Cuba Alexei Carballosa Osvaldo Pérez Ennier Tamayo Yhoan Uribarri                                                                               |  |  |  |
|                                  | | | |  |  |  |
| Huit                             | Argentine Iván Carino Francisco Esteras Axel Haack Tomás Herrera Joel Infante Rodrigo Murillo Joel Romero Agustín Scenna Ariel Suárez | Chili César Abaroa Alfredo Abraham Ignacio Abraham Selim Echeverría Christopher Kalleg Francisco Lapostol Antonia Liewald Nelson Martínez Óscar Vásquez | Cuba Carlos Ajete Reidy Cardona Eduardo González Boris Guerra Yoelvis Hernández Adrián Oquendo Jorge Patterson Jesús Rodríguez Yadian Rodríguez |  |  |  |

### Femmes
| Skiff                       | Jessica Sevick (CAN)                                               | Felice Chow (TRI)                                                 | Soraya Jadue (CHI)                                                    |  |  |  |
| Skiff poids légers          | Kenia Lechuga (MEX)                                                | Milka Kraljev (ARG)                                               | Milena Venega (CUB)                                                   |  |  |  |
| Deux de couple              | Cuba Yariulvis Cobas Aimee Hernandez                               | États-Unis Margaret Fellows Julia Lonchar                         | Argentine Milka Kraljev Oriana Ruiz                                   |  |  |  |
| Deux de couple poids légers | Canada Katherine Haber Jaclyn Stelmaszyk                           | Chili Isidora Niemeyer Yoselyn Carcamo                            | Cuba Rosana Serrano Milena Venega                                     |  |  |  |
| Quatre de couple            | Chili Melita Abraham Antonia Abraham Soraya Jadue Isidora Niemeyer | Cuba Yariulvis Cobas Marelis González Aimee Hernández Rayma Ortíz | États-Unis Margaret Fellows Solveig Imsdahl Julia Lonchar Keara Twist |  |  |  |
|                             |                                                                    |                                                                   |                                                                       |  |  |  |
| Deux sans barreur           | Chili Melita Abraham Antonia Abraham                               | Canada Jessie Loutit Larissa Werbicki                             | Mexique Maite Arrillaga Fernanda Ceballos                             |  |  |  |

## Tableau des médailles
| Rang | Nation            | Or | Argent | Bronze | Total |
| ---- | ----------------- | -- | ------ | ------ | ----- |
| 1    | Chili             | 4  | 2      | 2      | 8     |
| 2    | Argentine         | 3  | 3      | 3      | 9     |
| 3    | Cuba              | 2  | 3      | 5      | 10    |
| 4    | Mexique           | 2  | 2      | 1      | 5     |
| 5    | Canada            | 2  | 1      | 0      | 3     |
| 6    | Uruguay           | 1  | 0      | 0      | 1     |
| 7    | Brésil            | 0  | 1      | 2      | 3     |
| 8    | États-Unis        | 0  | 1      | 1      | 2     |
| 9    | Trinité-et-Tobago | 0  | 1      | 0      | 1     |
|      | Total             | 14 | 14     | 14     | 42    |